# Reid Wiseman
Gregory Reid Wiseman (* 11. November 1975 in Baltimore, Maryland) ist ein US-amerikanischer Astronaut.

## Bei der US-Marine
Wiseman trat 1997 der US-Marine bei. Auf der Naval Air Station Pensacola in Florida wurde er bis 1999 zum Marinepilot ausgebildet, danach diente er auf der Naval Air Station Oceana in Virginia, wobei er auch zwei Einsätze im Nahen Osten absolvierte. Von 2003 bis 2004 wurde er an der United States Naval Test Pilot School als Testpilot ausgebildet, anschließend diente er auf der Naval Air Station Patuxent River als Testpilot und Projekt-Offizier, in Südamerika, wieder in Oceana und ein weiteres Mal im Nahen Osten.

## Astronautentätigkeit
Wiseman bewarb sich bei der NASA und wurde am 29. Juni 2009 in die 20. Astronautengruppe gewählt. Die Grundausbildung schloss er im Mai 2011 ab. Im Januar 2013 wurde Wiseman den ISS-Expeditionen 40 und 41 als Bordingenieur zugeteilt. Der Start mit dem Raumschiff Sojus TMA-13M erfolgte am 28. Mai 2014. Wiseman führte zwei Weltraumausstiege durch: am 7. Oktober zusammen mit Alexander Gerst und am 15. Oktober zusammen mit Barry Wilmore. Die Rückkehr zur Erde erfolgte am 10. November 2014.
Vom 21. Juli bis 5. August 2016 arbeitete er als Aquanaut während der NEEMO 21 Mission an Bord des Aquarius-Unterwasserlabors.
Seit Ende Dezember 2020 ist Reid Wiseman Leiter der Astronauten-Abteilung der NASA (Chief of the Astronaut Office) in der Nachfolge von Patrick Forrester.
Im April 2023 wurde Wiseman gemeinsam mit Victor J. Glover, Jeremy Hansen und Christina Koch als Kommandant des geplanten Mondflugs als Artemis 2 vorgestellt.

## Privates
Wiseman ist verwitwet und hat zwei Töchter. Seine Hobbys sind Golf, Bildung, Holzverarbeitung und Laufsport.